# Sociedade Imperatriz de Desportos
La Sociedade Imperatriz de Desportos, meglio noto come Imperatriz, è una società calcistica brasiliana con sede nella città di Imperatriz, Maranhão.

## Storia
Il club è stato fondato il 4 gennaio 1962 come Sociedade Atlética Imperatriz. L'Imperatriz ha partecipato al Campeonato Brasileiro Série C nel 1995, dove è stato eliminato alla seconda fase dall'Intercap. Il club ha cambiato nome in Sociedade Esportiva Imperatriz il 2 febbraio 2000, e più tardi in Sociedade Imperatriz de Desportos. Ha partecipato alla Série C nel 2002, dove è stato eliminato alla prima fase. Il club ha partecipato alla Série C nel 2003, dove è stato eliminato alla quarta fase dal Tuna Luso. L'Imperatriz è stato eliminato alla prima fase della Série C 2005, vincendo nello stesso anno il Campionato Maranhense. Ha partecipato alla Coppa del Brasile nel 2006, dove è stato eliminato al primo turno dal Vitória. Il club è stato eliminato alla seconda fase della Série C 2007 L'Imperatriz ha partecipato di nuovo alla Coppa del Brasile nel 2008, dove è stato eliminato al primo turno dallo Sport.

## Palmarès

### Competizioni statali
- Campionato Maranhense: 3

2005, 2015, 2019

### Altri piazzamenti
- Campeonato Brasileiro Série D:

Promozione: 2018